# Markus Mol
Markus Mol (* 3. April 2002 in Bergen) ist ein norwegischer Volleyball- und Beachvolleyballspieler.

## Karriere

### Karriere Halle
Seit 2019 steht der in der zweitgrößten Stadt seines Heimatlandes geborene Sportler bei ToppVolley Norge auf dem Spielfeld. Das ist ein Projekt des norwegischen Volleyballverbandes in Zusammenarbeit mit der Provinz Rogaland, der Kommune Suldal und dem Energiekonzern Statkraft, ähnlich den deutschen Nachwuchsteams, um junge Talente des Landes zu fördern. Die Mannschaft spielt in der höchsten Spielklasse im norwegischen Volleyball und belegte mit Ausnahme der Saison 2023/24, wo sie Neunter wurde, im Abschlussklassement immer den achten Tabellenplatz, seitdem der Außenangreifer dort aktiv ist.

### Karriere Beach
Zum ersten Mal europäisch im Einsatz war der Strandviker 2019. Bei der EM der unter Achtzehnjährigen in Baden belegte er mit Jo Gladsøy Sunde den geteilten siebzehnten Rang. Gut zweieinhalb Monate später stand er an der Seite des Standardpartners seines ältesten Bruders (Christian Sørum) ihm und Nils Gunnar Ringøen im Endspiel des Ein-Stern-Turniers in Oslo gegenüber, das das Gegnerduo für sich entscheiden konnte. Ringøen war in der Folge der Partner von Markus Mol. Die beiden wurden Dritte bei zwei regionalen Turnieren, erreichten das Viertelfinale bei der Europameisterschaft und die Vorschlussrunde beim Futures in Cirò Marina. Im Jahr zuvor hatten Mol und Sunde Silber bei den kontinentalen U20-Titelkämpfen gewonnen. Das Beachpaar spielte ab 2022 häufig zusammen, gewann im September das Futures von Warschau. In der folgenden Saison kamen Siege bei den gleichartigen Veranstaltungen auf Ios, in Brünn und noch einmal in Warschau hinzu wie auch der Europameistertitel beim Wettbewerb der unter Zweiundzwanzigjährigen.
Nach einigen Viertel- und Achtelfinalteilnahmen 2024 auf der dritten Ebene der FIVB-Beachserie wechselte Markus Mol zu seinem jüngeren Bruder Adrian, mit dem er beim ersten gemeinsamen Auftritt beim gleichwertigen Event in Balikesir gleich zu den besten vier Teams gehörte und anschließend bei einer Veranstaltung der japanischen Beachserie ganz oben auf dem Treppchen stand. Nach einem geteilten siebten Platz beim Challenge in Haikou im November des Jahres gelang den norwegischen Geschwistern im Mai 2025 ihr bis dahin wertvollster sportlicher Erfolg. In Xiamen überstanden sie die Qualifikation durch Zweisatzsiege gegen japanische Beachpaare, wurden Zweite im Pool D und besiegten anschließend die Neuseeländer Fuller/O’Dea, die Italiener Alfieri/Ranghieri und die Olympianeunten Evans/Budinger aus den Vereinigten Staaten, bevor sie gegen die Vierten der Spiele in Paris Younousse/Tijan in drei Sätzen verloren und auch das Bronzematch  gegen die Franzosen Rotar/Gauthier-Rat, denen sie schon in der Gruppe unterlegen waren, nicht für sich entscheiden konnten.

## Privates
Die Eltern des Athleten, Merita Berntsen Mol und Kåre Mol, sind ehemalige Volleyball-/Beachvolleyballspieler und heutige Trainer. Auch seine vier Geschwister Anders, Hendrik, Adrian und die Jüngste, Sofia Melina, sind im Volleyball und Beachvolleyball aktiv, wie auch Cousin Mathias und Cousine Frida Berntsen.